# Norma Suiffet
Norma Julieta Suiffet Bianchi (Montevideo, 2 de septiembre de 1933 - 13 de enero de 2013) fue una escritora
uruguaya.

## Biografía
Hija de Raul Abelardo Suiffet y  Julia Juana Bianchi Suiffet, nació el 2 de septiembre de 1933 en Montevideo, Uruguay. Obtuvo su diploma en Filología Hispánica de la Universidad de Salamanca en 1954. Ejerció como profesora de Español y Literatura. Se casó con el escritor Rubinstein Moreira el 21 de diciembre de 1970. De la unión nació el único hijo del matrimonio, Igor Augusto.
Fue directora de la Casa del Poeta Latinoamericano en Montevideo. Fundó y dirigió junto con Moreira la revista literaria La Urpila, publicación periódica de la Casa del Poeta Latinoamericano.
Escribió varios libros de poesía, así como ensayos sobre otros escritores de Uruguay, como Juana de Ibarbourou, Emilio Oribe, José E. Rodó, entre otros.
Recibió el premio de Literatura del Ministerio de Educación y Cultura en cuatro ocasiones (1958, 1967, 1970, 1994). Fue galardonada con el premio de Literatura de la Intendencia Municipal de Montevideo en 1960 y 1978.

## Obras

### Poesía
- Las voces incandescentes (1965)
- El poema de la cruz (1981)
- Atalaya marina (1982)
- Horizontes intactos (1985)
- Horizontes de luz (1993)
- Las voces de la noche (1996)
- Canto al vacío (1998)
- Una medalla azul de lapislázuli (2000)
- Horizontes y reflejos (2001)
- Antología de la poesía cósmica de Norma Suiffet (2003)
- Las voces del laberinto (2004)

### Ensayo
- Tres poetas uruguayos: Juana de Ibarbourou, Sara de Ibáñez, Hugo Petraglia Aguirre (1955)
- Garcilaso de la Vega. Vida, obra, antología (1958)
- Rafael Barrett. La vida y la obra (1958)
- Análisis estilístico de Tabaré (1960, premio Concejo Departamental de Montevideo)
- Hacia un encuentro con Elsa Wiezell. Nueva poética (1976)
- Tres poetas de Cerro Largo: Emilio Oribe, Juana de Ibarbourou, José Lucas (1978, con Rubinstein Moreira; Premio Intendencia Municipal de Montevideo)
- Evolución de la literatura uruguaya en la segunda mitad del siglo XX (1996, con Elena Pesce)